# Eucharius Rösslin

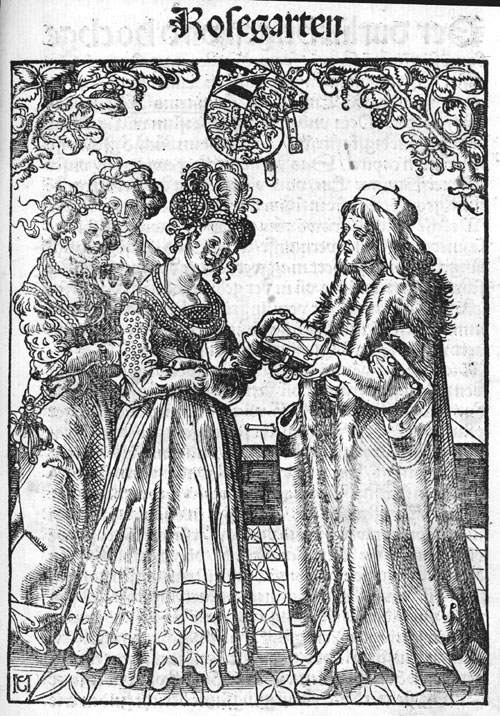
Pagina-titlu lucrării Der Swangern frawen und Hebamme roszgarte

Eucharius Rösslin (Roslin, Rößlin), cunnoscut și ca Eucharius Rhodion (c. 1470 – 1526) a fost medic german, celebru pentru lucrarea sa Der Rosengarten ("Grădina cu trandafiri"), referitoare la naștere, carte care a fost mult timp o lucrare de referință în domeniul obstetricii.

## Biografie
Din 1493 este farmacist în Freiburg până în 1506, când devine medic în Frankfurt pe Main. Acolo intră în slijba ducesei Katharina de Saxonia și Braunschweig, soția ducelui Henric I de Braunschweig-Lüneburg.

## Scrieri

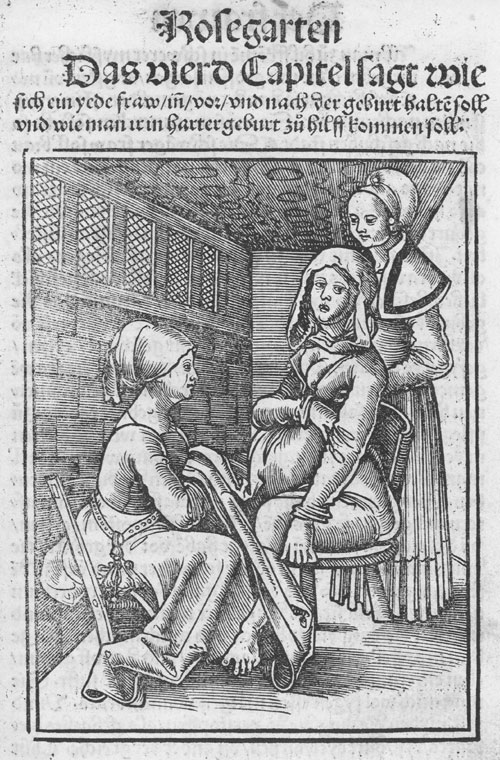
Descrierea unui scaun pentru naşteri

Cea mai celebră lucrarea a sa este Der schwangeren Frauen und Hebammen Rosegarten. Cartea se bazeză pe texte mai vechi, cum ar fi cele ale lui Soranus din Efes. Cartea descrie travaliul nașterii pentru diferite poziții ale fătului; este prefigurat chiar și un fel de scaun pentru nașteri.

De partu hominis